# Saison 11 de Dallas
Chronologie
Saison 10 Saison 12
Cet article présente les trente épisodes de la onzième saison de la série télévisée américaine Dallas.

## Distribution

### Acteurs principaux
- Barbara Bel Geddes : Ellie Ewing Farlow
- Patrick Duffy : Bobby Ewing
- Linda Gray : Sue Ellen Ewing
- Larry Hagman : J. R. Ewing
- Steve Kanaly : Ray Krebbs
- Howard Keel : Clayton Farlow
- Ken Kercheval : Cliff Barnes
- Priscilla Presley : Jenna Wade (sauf les épisodes 25, 26 et 27, bien crédité au générique)

### Acteurs récurrents
- Shalane McCall (en) : Charlie Wade (jusqu'à l'épisode 24)
- Sheree J. Wilson : April Stevens
- Andrew Stevens : Caswel 'Casey' Denault Jr (à partir de l'épisode 3)
- Amy Stoch (créditée "Amy Stock") : Lisa Alden (à partir de l'épisode 6)
- Leigh Taylor-Young : Kimberly Cryder (à partir de l'épisode 9)
- Derek McGrath : Oswald Valentine (épisode 2 et 17)
- Morgan Brittany : Katherine Wentworth (épisodes 2 et 3)
- Jack Scalia : Nicholas Pearce
- Deborah Rennard : Sly Lovegren
- Fern Fitzgerald (en) : Marilee Stone
- Don Starr (en) : Jordan Lee
- Alice Hirson (en) : Mavis Anderson
- Tom Fuccello (en) : Dave Culver (à partir de l'épisode 16)
- Morgan Woodward : Marvin « Punk » Anderson (épisodes 7 et 13)
- Alice Hirson : Mavis Anderson (épisodes 7, 13, 14, 16, 17, 18, 19, 20, 21)
- George O. Petrie (en) : Harv Smithfield (épisode 9 seulement)
- William Smithers : Jeremy Wendell (épisodes 27 et 30)
- Sherril Lynn Rettino : Jackie Dugan
- Omri Katz : John Ross Ewing
- Joshua Harris : Christopher Ewing
- James Brown : dét. Harry McSween
- Pat Colbert : Dora Mae (l'épisode 1 seulement)
- Deborah Tranelli : Phyllis Wapner
- Charlene Tilton : Lucy Ewing Cooper (episodes 29 et 30)

## Fiche technique

### Réalisateurs
- Michael Preece (en) (8 épisodes)
- Leonard Katzman (5 épisodes)
- Patrick Duffy (3 épisodes)
- Jerry Jameson (3 épisodes)
- David Paulsen (2 épisodes)
- Steve Kanaly (1 épisode)
- Linda Gray (2 épisodes)
- Larry Hagman (4 épisodes)
- Dwight Adair (1 épisode)
- Cliff Fenneman (1 épisode)

### Scénaristes
- David Paulsen (6 épisodes)
- Leah Markus (6 épisodes)
- Leonard Katzman (5 épisodes)
- Arthur Bernard Lewis (6 épisodes)
- Mitchell Wayne Katzman (6 épisodes)
- Louella Lee Caraway (1 épisode)

## Épisodes

### Épisode 1:La Dure réalité
- États-Unis : 25 septembre 1987 sur CBS

- John Calvin (Wilson Cryder)
- Cynthia Dorn (Infirmière Anderson)
- Tony Garcia (Raoul)

- Ce premier épisode de la saison fut une première fois diffusé le même soir que le volet suivant.
- Bien que présent à l’écran, le rôle de Pamela, recouverte de bandages, est ici tenu non par Victoria Principal mais une doublure anonyme.
- C’est le premier épisode de la saga introduit par un résumé de l’épisode précédent et conclu par une bande annonce du suivant.

### Épisode 2:Après la chute
- États-Unis : 25 septembre 1987 sur CBS

- Bert Remsen (Harrison « Dandy » Dandridge)
- Morgan Brittany (Katherine Wentworth)

- Ce second épisode de la saison fut une première fois diffusé le même soir que le précédent.
- Ce volet marque le notable et épisodique retour de Morgan Brittany dans le rôle de Katherine Wentworth, disparue de la saga depuis sa mort rêvée par Pamela à la fin de la saison 8.

### Épisode 3:On repart à zéro
- États-Unis : 2 octobre 1987 sur CBS

- Bert Remsen (Harrison « Dandy » Dandridge)
- Morgan Brittany (Katherine Wentworth)

- Un jeu de mots s'est perdu dans la traduction du titre original The Son Also Rises (littéralement « le fils se lève aussi ») détournement du titre d'un classique écrit en 1926 par Ernest Hemingway, Le soleil se lève aussi (The Sun Also Rises), et porté à l'écran par Henry King en 1957 sous le même intitulé. Cet exact jeu de mots servira en outre de titre à l'épisode 15 de la saison 9 de la série concurrente Dynastie.
- Une photo de Deborah Shelton placardée en tenue légère vient soutenir le souvenir de Mandy Winger.
- Morgan Brittany dans le rôle de Katherine Wentworth apparaît ici pour la toute dernière fois.

### Épisode 4:Envolée
- États-Unis : 9 octobre 1987 sur CBS

- Bert Remsen (Harrison « Dandy » Dandridge)
- Kenneth Tigar (Dr Gordon)
- Karen Radcliffe (Infirmière Johnson)

- Le titre original de ce volet est exactement celui du célèbre roman de Margaret Mitchell publié en 1936 et dont l'adaptation cinéma à succès sortit une première fois en salles en 1939.
- Une photo de Ted Shackelford posant dans le rôle de Gary Ewing, pilier de la série dérivée Côte Ouest, est clairement aperçue sur le bureau de la chambre de Miss Ellie.
- À un moment du dialogue, Bobby fait allusion aux contrecoups psychologiques de la mastectomie subie par Miss Ellie dans les épisodes 9 et 10 de la saison 3.

### Épisode 5:Sans laisser d'adresse
- États-Unis : 16 octobre 1987 sur CBS

- Bert Remsen (Harrison « Dandy » Dandridge)
- Robert Colbert (Parker Ellison)
- Thomas Ryan (Tom Marta)
- Stephanie Blackmore (Serena Wald)
- Karen Radcliffe (Infirmière Johnson)

- Le titre original de ce volet est un ironique détournement de celui du classique du suspens britannique réalisé par Alfred Hitchcock et sorti en 1938.
- Cet épisode marque le retour de Stephanie Blackmore dans le rôle secondaire de Serena Wald, absente de la saga depuis le volet 15 de la saison 8.
- C'est la toute première fois qu'est évoquée dans le dialogue la pandémie de sida.

### Épisode 6:C'est dur d'aimer
- États-Unis : 23 octobre 1987 sur CBS

- John Calvin (Wilson Cryder)
- Bert Remsen (Harrison « Dandy » Dandridge)
- Kimberly Foster (en) (La fille au lit avec Nicholas)
- Stephanie Blackmore (Serena Wald)

- Le titre original de ce volet s'inspire d'une célèbre expression anglaise désignant une forme a priori sévère d'affection et dont le sens se rapprocherait assez du proverbe « Qui aime bien, châtie bien ».
- Quoique Bobby est vu en train de contempler ce qu'on devine être une photo de Pamela, aucun cliché de Victoria Principal n'est jamais montré à l'écran.
- À un moment du dialogue, Sue Ellen rappelle qu'elle est la seule parente de sang du jeune Christopher, fils adoptif de Pamela et Bobby mais aussi fils naturel de sa sœur Kristin Shepard, décédée dans l'épisode 23 de la saison 4.
- Ici dans un rôle anonyme de second plan, Kimberly Foster (en) sera promue vedette dès le premier épisode de la saison 13 dans le rôle a priori différent de Michelle Stevens.

### Épisode 7:Le Dernier tango de Dallas
- États-Unis : 30 octobre 1987 sur CBS

- Bert Remsen (Harrison « Dandy » Dandridge)
- Robert Colbert (Parker Ellison)
- Roseanna Christiansen (Teresa)
- Robert F. Cawley (Employé de la patinoire)

- Les titres original et français de ce volet sont un ironique détournement de celui du psychodrame érotique franco-italien réalisé par Bernardo Bertolucci et sorti en 1972 avec Marlon Brando et Maria Schneider.

### Épisode 8:La Revanche de maman
- États-Unis : 6 novembre 1987 sur CBS

- Bert Remsen (Harrison « Dandy » Dandridge)
- Sharon Wyatt (Marvel Reed)
- Kenneth Tigar (Dr Gordon)
- Roseanna Christiansen (Teresa)

### Épisode 9:Chambardements
- États-Unis : 13 novembre 1987 sur CBS

- John Calvin (Wilson Cryder)

### Épisode 10:Séduction
- États-Unis : 20 novembre 1987 sur CBS

- Irena Ferris (Tammy Miller Kent)
- Richard Beymer (Jeff Larkin)
- Paul Lieber (Larry Doyle)
- Bill Morey (Leo Wakefield)
- Blue Deckert (Card Decker)
- Barbara Lee-Belmonte (Serveuse au club des barons du pétrole)

- À un moment du dialogue, Bobby plaisante en prétendant attendre un certain Godot en référence à la fameuse pièce de théâtre écrite par Samuel Beckett en 1948 et publiée en 1952.
- Dans un échange entre Bobby et Christopher survient la formule extraite de la poésie narrative The Walrus and the Carpenter (en) composée par Lewis Carroll et publiée en 1871 : « To talk of many things: Of shoes--and ships--and sealing-wax-- Of cabbages--and kings » (litt. : « aborder plusieurs sujets : chaussures, bateaux, choux et rois », qui trouverait ses équivalents français dans les expressions « parler de la pluie et du beau temps » ou « de choses et d'autres »). Bien que globalement inconnue en France, la formule a été traduite littéralement dans la VF.
- On aperçoit chez Nicholas Pearce une reproduction manifestement tronquée du chef-d'œuvre d'Auguste Renoir La Balançoire (1876), actuellement exposé au Musée d'Orsay.
- Au retour du cinéma, le petit Christopher évoque l'intervention dans un film imaginaire titré Space Monster Strikes Back (traduit Le Monstre de L'espace a frappé à nouveau) d'une créature spatiale comme il en intervenait dans de nombreuses productions de science-fiction du milieu des années 1980, le plus souvent non autorisées à des enfants de son âge.
- Ironisant sur les inutiles dépenses de Ciff, Leo Wakefield suggère le dispendieux achat du navire Queen Mary.
- Est évoqué dans le dialogue Jeff Farraday, compagnon de la défunte Kristin Shepard découvert mort dans l'épisode 24 de la saison 5.

### Épisode 11:En amour, trompe qui peut
- États-Unis : 27 novembre 1987 sur CBS

- Bert Remsen (Harrison « Dandy » Dandridge)

### Épisode 12:Les Fils des pères
- États-Unis : 4 décembre 1987 sur CBS

- Bert Remsen (Harrison « Dandy » Dandridge)
- Paul Lieber (Larry Doyle)
- Elaine Wilkes (Mary Lou Lassiter)
- D. David Morin (M. Hawk)
- Claudia Church (Hôtesse)

- Conformément à la tradition de la saga, ce douzième épisode de la saison s'attarde sur le barbecue annuel célébré au ranch.
- La marque de couches-culottes Pampers est parfaitement visible dans la chambre du bébé de Jenna.
- La statue équestre Mustangs at Las Colinas installée en 1984 dans la banlieue d'Irving au Texas sert à un moment de fond de décor à une séquence d'entretien entre April et Bobby.

### Épisode 13:Pitié pour les enfants
- États-Unis : 11 décembre 1987 sur CBS

- John Calvin (Wilson Cryder)
- Glenn Corbett (Paul Morgan)
- Elaine Wilkes (Mary Lou Lassiter)
- Jack Collins (Russell Slater)
- Suzanne Marshall (Partenaire d'un soir de Cliff)
- Brad Pitt (Randy)
- Tony Garcia : Raoul

- Le titre original de ce volet est un ironique détournement de la chanson américaine Brother, Can You Spare a Dime? (litt. : « L'ami, vous n'auriez pas une petite pièce à me donner ? ») écrite par E. Y. "Yip" Harburg et composée par Jay Gorney en 1930, en pleine Grande Dépression.
- La suite du barbecue à Southfork, filmé en extérieur dans l'épisode précédent, a été ici manifestement tournée en studio.
- Morgan Woodward dans le rôle de Marvin « Punk » Anderson apparaît ici pour la dernière fois.
- À noter la toute première apparition dans la saga de Brad Pitt, alors au tout début de sa carrière à l'écran.
- Dans la scène où Charlie est surprise flirtant avec son petit ami, on entend la chanson Mony Mony du groupe Tommy James and the Shondells d'abord sortie en single en 1968, ici reprise par Billy Idol et qui se hissa en 1987 au sommet du Billboard Hot 100.

### Épisode 14:La Petite chérie à papa
- États-Unis : 18 décembre 1987 sur CBS

- John Anderson (Dr Herbert Styles)
- Glenn Corbett (Paul Morgan)
- Elaine Wilkes (Mary Lou Lassiter)
- Brad Pitt (Randy)

- Deux extraits d'épisodes de la saison 5 sont ici présentés en flash-back montrant Art Hindle (en) (non crédité) dans le rôle de Jeff Farraday, père naturel du petit Christopher.

### Épisode 15:Encore moi
- États-Unis : 8 janvier 1988 sur CBS

- John Calvin (Wilson Cryder)
- Charles Grant (David Shulton)
- Elaine Wilkes (Mary Lou Lassiter)
- Annabel Schofield (Laurel Ellis)
- Charles Tyner (Bovay)
- Brad Pitt (Randy)

### Épisode 16:Mariage d'amour
- États-Unis : 15 janvier 1988 sur CBS

- Don Hood (Josh Vaughn)
- Annabel Schofield (Laurel Ellis)

- Le titre original de ce volet est aussi celui de la comédie américaine Les Inséparables réalisée par Jack Donohue avec Frank Sinatra, Deborah Kerr et Dean Martin, et sortie en 1965.
- Dans la bande annonce finale, on aperçoit un plan de Bobby se jetant sur J.R. non réutilisé dans le volet suivant.

### Épisode 17:Joyeux anniversaire
- États-Unis : 22 janvier 1988 sur CBS

- John Anderson (Dr Herbert Styles)
- Charles Grant (David Shulton)
- Annabel Schofield (Laurel Ellis)
- Paul Lieber (Larry Doyle)

- Le titre original de cet épisode est aussi celui d'une célèbre chanson populaire The Anniversary Waltz (en) composée par Dave Franklin (en) et écrite par Al Dubin, publiée en 1941 et notamment chantée par Vera Lynn.
- C'est le dernier volet dans lequel apparaît Derek McGrath dans le rôle d'Oswald Valentine.
- Dans la version originale, le détective privé Larry Doyle renonce à enquêter sur Joe Lombardi en se disant moins téméraire que Mike Hammer, fameux personnage de fiction de romans policiers américains écrits par Mickey Spillane. Cette référence a totalement disparu de la VF.
- Cet épisode renoue avec le traditionnel saut tout habillé dans la piscine du ranch.
- Préservant le suspense quant au sort de J.R., la bande annonce finale ne le fait pas une seule fois intervenir dans son montage.

### Épisode 18:Amour fraternel
- États-Unis : 5 février 1988 sur CBS

- Bill Morey (Leo Wakefield)
- Charles Grant (David Shulton)
- Annabel Schofield (Laurel Ellis)

### Épisode 19:Les Meilleurs Plans
- États-Unis : 12 février 1988 sur CBS

- Mark Lindsay Chapman (Brett Lomax)
- Glenn Corbett (Paul Morgan)
- Annabel Schofield (Laurel Ellis)

- Le titre original de ce volet est une expression idiomatique anglaise extraite du poème traduit de l'écossais To a Mouse (en) (en écossais : Tae a Moose), composé par Robert Burns et publié en 1785, évoquant la futilité de certains projets minutieusement organisés mais improductifs.

### Épisode 20:Crise chez les Farlow
- États-Unis : 19 février 1988 sur CBS

- John Anderson (Dr Herbert Styles)
- Charles Bateman (Sénateur Troutt)
- Mark Carlton (Inspecteur Jackson)
- Glenn Corbett (Paul Morgan)
- Karen Kopins (Kay Lloyd)
- Brad Pitt (Randy)
- Annabel Schofield (Laurel Ellis)

- Le titre original de ce volet est une ironique allusion aux productions théâtrales de Broadway, essentiellement musicales et particulièrement populaires dans les trois premières décennies du XXe siècle, telles que les Ziegfeld Follies, elles-mêmes inspirées des Folies Bergère. Le fait que l'ancien acteur chantant Howard Keel occupe ici le rôle-titre consolide par ailleurs la boutade.
- C'est la première fois qu'on voit Miss Ellie abuser de l'alcool.

### Épisode 21:Malveillance
- États-Unis : 26 février 1988 sur CBS

- James Avery (Juge Fowler)
- Joseph Campanella (Joseph Lombardi)
- Marlena Giovi (Mrs. Lombardi)
- Mark Lindsay Chapman (Brett Lomax)
- Glenn Corbett (Paul Morgan)
- Charles Grant (David Shulton)
- Donna Mitchell (Angela Larkin)
- Annabel Schofield (Laurel Ellis)
- Mary Crosby (Kristin Shepard, non créditée)
- Art Hindle (en) (Jeff Farraday, non crédité)

- Le titre original de ce volet est une ironique allusion au téléfilm américain Malice in Wonderland réalisé par Gus Trikonis et diffusé une première fois en 1985, avec Elizabeth Taylor et Jane Alexander dans les rôles respectifs de Louella Parsons et Hedda Hopper, authentiques chroniqueuses rivales de la presse à sensation hollywoodienne.
- La scène du procès est agrémentée d'extraits de précédents épisodes proposés en flash-back sans tenir compte d'aucun ordre chronologique : l'épisode 4 de la saison 4 montrant Mary Crosby dans le rôle de Kristin Sheppard, cadette de Sue Ellen, informant J.R. qu'il l'a mise enceinte, puis les volets 19, 5 et 9 de la saison suivante où Bobby apprend à sa belle-sœur que le bébé qu'il adopte est le fils de sa sœur et de J.R., où le même se fait extorquer une rançon par Jeff Farraday (joué par Art Hindle (en)) et où Bobby propose à ce dernier de lui acheter l'enfant une fois pour toutes.
- Si c'est la toute dernière fois que l'acteur Glenn Corbett tient à l'écran le rôle de Paul Morgan, sa contribution à la saga se terminera néanmoins en prêtant furtivement sa voix sans être crédité au générique à un présentateur des informations télévisées n'apparaissant pas à l'écran dans l'épisode 24 de la saison 13, son tout dernier rôle à la télévision.

### Épisode 22:Roman noir
- États-Unis : 4 mars 1988 sur CBS

- Joseph Campanella (Joseph Lombardi)
- Marlena Giovi (Mme Lombardi)
- Mark Lindsay Chapman (Brett Lomax)
- Karen Kopins (Kay Lloyd)
- Charles Grant (David Shulton)
- John Anderson (Dr Herbert Styles)
- Annabel Schofield (Laurel Ellis)

### Épisode 23:Séparation
- États-Unis : 11 mars 1988 sur CBS

- John Anderson (Dr Herbert Styles)
- Erich Anderson (Sal Lombardi)
- Laurel Lockhart (Mme Harris)
- Karen Kopins (Kay Lloyd)

- Le titre original de cet épisode détourne une formule traditionnelle extraite des vœux de sacrement (Marriage vows (en)) prononcés lors d'un mariage catholique aux États-Unis.

### Épisode 24:Navigation à l'estime
- États-Unis : 18 mars 1988 sur CBS

- Charles Grant (David Shulton)
- Erich Anderson (Sal Lombardi)
- Andrew Amador (Présentateur de l'information)
- Karen Kopins (Kay Lloyd)
- Elaine Wilkes (Mary Lou Lassiter)
- Annabel Schofield (Laurel Ellis)
- Michele Scarabelli (en) (Connie Hall)
- Bill Morey (Leo Wakefield)
- Earl Boen (Le médecin de Cliff)

- Le titre original de ce volet, ici littéralement traduit par navigation à l'estime, est aussi celui d'un classique américain du film noir, En marge de l'enquête réalisé par John Cromwell avec Humphrey Bogart et Lizabeth Scott et sorti en 1947. Ce sera de même celui de l'épisode 10 de la saison 3 du revival de Dallas diffusé une première fois en 2012.
- Dans la scène de petit-déjeuner en début d'épisode, on reconnaît des pots de confiture de la marque française Bonne Maman gérée par l'entreprise Andros.

### Épisode 25:Il ne faut jurer de rien
- États-Unis : 1er avril 1988 sur CBS

- John Anderson (Dr Herbert Styles)
- Mark Lindsay Chapman (Brett Lomax)
- Howard Duff (Sénateur Henry Harrison O'Dell)
- Annabel Schofield (Laurel Ellis)
- Michele Scarabelli (en) (Connie Hall)
- Karen Kopins (Kay Lloyd)

- Après avoir été vedette de l'éphémère série concurrente Flamingo Road de 1980 à 1982, l'acteur Howard Duff est déjà récurrent dans la série dérivée Côte Ouest depuis 1984 quand il intervient ici épisodiquement dans un rôle différent.
- Bien que mentionnée au générique, Priscilla Presley n'apparaît pas dans cet épisode. Son personnage de Jenna n'intervient qu'à travers deux conversations téléphoniques sans être vu ni entendu.

### Épisode 26:Le Dernier des braves garçons
- États-Unis : 8 avril 1988 sur CBS

- John Anderson (Dr Herbert Styles)
- Mark Lindsay Chapman (Brett Lomax)
- Howard Duff (Sénateur Henry Harrison O'Dell)
- Annabel Schofield (Laurel Ellis)
- Michele Scarabelli (en) (Connie Hall)
- Karen Kopins (Kay Lloyd)
- Kathryn O'Reilly (Serveuse)
- Charles Grant (David Shulton) (non crédité)

- Sans être crédité au générique, Charles Grant intervient dans un flash back inédit pour soutenir le souvenir du défunt personnage David Shulton.
- Bien que mentionnée au générique, Priscilla Presley n'apparaît toujours pas dans cet épisode.

### Épisode 27:Méprise
- États-Unis : 15 avril 1988 sur CBS

- Annabel Schofield (Laurel Ellis)
- Michele Scarabelli (en) (Connie Hall)
- Karen Kopins (Kay Lloyd)
- Warren Munson (Richard Barker)

- Le titre original de ce volet détourne ironiquement celui du fameux film américain réalisé par Tony Scott sorti en 1986 et qui hissa l'acteur Tom Cruise au rang de star internationale.
- C'est le troisième épisode consécutif où Priscilla Presley n'apparaît pas à l'écran, bien que mentionnée au générique.
- Ce volet marque le notable retour de William Smithers dans le rôle de Jeremy Wendell, patron de la Westar jusque là absent de la saison 11.

### Épisode 28:Bavardages sur l'oreiller
- États-Unis : 29 avril 1988 sur CBS

- Michele Scarabelli (en) (Connie Hall)
- David Haskell (M. Bradley)
- Karen Kopins (Kay Lloyd)
- Annabel Schofield (Laurel Ellis)

- Le titre original de ce volet détourne ironiquement celui de la comédie de mœurs américaine Confidences sur l'oreiller, réalisée par Michael Gordon et sortie en 1958, premier des trois films réunissant le trio comique formé par Rock Hudson, Doris Day et Tony Randall, avant Un pyjama pour deux (1961) et Ne m'envoyez pas de fleurs (1964).

### Épisode 29:Ça ne s'arrange pas à Southfork
- États-Unis : 6 mai 1988 sur CBS

- Michele Scarabelli (en) (Connie Hall)
- Karen Kopins (Kay Lloyd)
- Bill Morey (Leo Wickfield)
- Bill Shick (Adjoint)
- Deborah Marie Taylor (Debi)
- Charlene Tilton (Lucy Ewing Cooper)

- Le résumé de l'épisode précédent inclut un gros plan du couteau qui s'abat sur Ray pourtant absent du montage de sa séquence finale.
- L'élément d'intrigue confrontant Ray à une psychopathe amoureuse n'est pas sans rappeler le film à suspense américain à succès Liaison fatale avec Michael Douglas et Glenn Close réalisé par Adrian Lyne et sorti un an avant la première diffusion de ce volet en 1987.
- Cet épisode marque le notable retour de Charlene Tilton dans le rôle de Lucy Ewing Cooper, absente de la série depuis l'épisode 30 de la saison 8.

### Épisode 30:Le Destin frappe encore
- États-Unis : 13 mai 1988 sur CBS

- Karen Kopins (Kay Lloyd)
- David Sage (Sénateur Walter)
- Elaine Wilkes (Mary Lou Lassiter)
- John Posey (Alan Bodine)
- Charlene Tilton (Lucy Ewing Cooper)

- Le titre original de ce cliffhanger est un ironique détournement de l'expression anglaise It ain't over till the fat lady sings (litt.: « Ça ne finira qu'une fois que la grosse dame aura chanté ») souvent considérée comme un proverbe recommendant de ne jamais présumer de l'aboutissement d'une situation ou d'un événement, sportif notamment. Utilisée en aparté par J.R. dans la version originale, cette même expression est adaptée dans la VF en « peut-être que la partie n'est pas encore jouée ».
- Cet épisode marque la toute dernière apparition de Priscilla Presley dans le rôle de Jenna Wade Krebbs tandis que Steve Kanaly, dans celui de Ray Krebbs, se fera désormais plus rare et que Jack Scalia (Nicholas Pearce) s'absentera de la saga jusqu'à son ultime apparition dans l'épisode uchronique qui conclura la dernière saison.
- C'est la première fois qu'un plan zoomé sur un immeuble de Dallas laisse entrevoir J.R. au balcon.